# Dudley (Missouri)
Dudley é uma cidade localizada no estado americano de Missouri, no Condado de Stoddard.

## Demografia
Segundo o censo americano de 2000, a sua população era de 289 habitantes.
Em 2006, foi estimada uma população de 292, um aumento de 3 (1.0%).

## Geografia
De acordo com o United States Census Bureau tem uma área de
1,0 km², dos quais 1,0 km² cobertos por terra e 0,0 km² cobertos por água. Dudley localiza-se a aproximadamente 108 m acima do nível do mar.

## Localidades na vizinhança
O diagrama seguinte representa as localidades num raio de 20 km ao redor de Dudley.